# Stenellipsis nigrovitticollis
Stenellipsis nigrovitticollis là một loài bọ cánh cứng trong họ Cerambycidae.